# Pseudolabrus luculentus
Pseudolabrus luculentus е вид лъчеперка от семейство Labridae.

## Разпространение
Видът е разпространен в Австралия (Виктория, Куинсланд, Лорд Хау и Нов Южен Уелс), Нова Зеландия (Кермадек) и Остров Норфолк.